# Гамес, Лео
Сильвио Рафаэль Гамес (исп. Silvio Rafael Gámez, более известный как Лео Гамес (исп. Leo Gámez; род. 8 августа 1963, Венесуэла) — венесуэльский боксёр-профессионал.
Чемпион мира в минимальной (WBA, 1988—1989), 1-й наилегчайшей (WBA, 1993—1995), наилегчайшей (WBA, 1999) и 2-й наилегчайшей (WBA, 2000—2001) весовых категориях. Временный чемпион мира во 2-й наилегчайшей весовой категории (WBA, 1999). Первый и, на данный момент, представитель Венесуэлы, ставший чемпионом мира в четырёх весовых категориях.

## Профессиональная карьера
Дебютировал на профессиональном ринге 14 февраля 1985 года, одержав победу по очкам.

### Чемпионский бой сКим Бон Чжуном
10 января 1988 года встретился с южнокорейцем Ким Бон Чжуном в бою за вакантный титул чемпиона мира в минимальном весе по версии WBA. Одержал победу по очкам единогласным решением судей.
24 апреля 1988 года нокаутировал в 3-м раунде японца Кэндзи Йокозаву.

### Чемпионский бой сЮ Мён У
29 апреля 1990 года встретился с чемпионом мира в 1-м наилегчайшем весе по версии WBA не имеющим поражений южнокорейцем Ю Мён У. Проиграл по очкам раздельным решением судей.

### Второй бой с Ю Мён У
10 ноября 1990 года состоялся матч-реванш. Корейский спортсмен победил единогласным решением судей.

### Чемпионский бой сКим Ён Ганом
5 октября 1991 года встретился с чемпионом мира в наилегчайшем весе по версии WBA южнокорейцем Ким Ён Ганом. Проиграл по очкам единогласным решением судей.

### Чемпионский бой сСиро Яхиро
21 октября 1993 года встретился с японцем Сиро Яхиро в бою за вакантный титул чемпиона мира в 1-м наилегчайшем весе по версии WBA. Нокаутировал своего соперника в 9-м раунде.
5 февраля 1994 года нокаутировал в 7-м раунде панамца Хуана Антонио Торреса.
27 июня 1994 года свёл вничью поединок с тайцем Кааджем Чартбандитом.
9 октября 1994 года нокаутировал в 6-м раунде тайца Пичит Чор Сиривата.
4 февраля 1995 года проиграл по очкам экс-чемпиону мира в минимальном весе южнокорейцу Чхве Хи Ёну и потерял титул.
20 мая 1995 года победил по очкам экс-чемпиона мира в наилегчайшем весе венесуэльца Акилеса Гусмана.

### Чемпионский бой сСаен-Сор Плоенчитом
24 марта 1996 года встретился с чемпионом мира в наилегчайшем весе по версии WBA тайцем Саен-Сор Плоенчитом. Проиграл раздельным решением судей.
7 октября 1996 года во второй раз встретился с Акилесом Гусманом. Проиграл по очкам.

### Чемпионский бой сУго Рафаэлем Сото
13 марта 1999 года встретился с чемпионом мира в наилегчайшем весе по версии WBA аргентинцем Уго Рафаэлем Сото. Выиграл нокаутом в 3-м раунде.

### Чемпионский бой сХосуэ Камачо
29 мая 1999 года встретился с экс-чемпионом мира в 1-м наилегчайшем весе пуэрториканцем Хосуэ Камачо. На кону стоял вакантный титул временного чемпиона мира во 2-м наилегчайшем весе по версии WBA. Гамес нокаутировал Камачо в 8-м раунде.
3 сентября 1999 года проиграл нокаутом в 8-м раунде тайцу Сорнпичаю Кратингдаенггиму и потерял титул в наилегчайшем весе.

### Чемпионский бой сХидеки Тодакой
9 октября 2000 года встретился с чемпионом мира во 2-м наилегчайшем весе по версии WBA японцем Хидеки Тодакой. Нокаутировал чемпиона в 7-м раунде.
11 марта 2001 года проиграл техническим нокаутом в 10-м раунде японцу Селесу Кобаяси и потерял титул.

### Чемпионский бой сДжонни Бредалем
8 ноября 2002 года встретился с чемпионом мира в легчайшем весе по версии WBA датчанином Джонни Бредалем. Проиграл по очкам.

### Второй бой с Хидеки Тодакой
4 октября 2003 года во второй раз встретился с Хидеки Тодакой. На кону стоял титул временного чемпиона мира в легчайшем весе по версии WBA. Проиграл по очкам.
26 октября 2004 года проиграл по очкам украинцу Владимиру Сидоренко.

### Чемпионский бой сПунсаватом Кратингдаэнгджимом
22 декабря 2005 года встретился с тайцем Пунсаватом Кратингдаэнгджимом. На кону стоял титул временного чемпиона мира в легчайшем весе по версии WBA. Проиграл по очкам. После этого ушёл из бокса.

## Титулы

### Региональные
- Чемпион Венесуэлы в 1-м наилегчайшем весе (1987).
- Титул WBA Fedelatin в наилегчайшем весе (1995, 1998).

### Мировые
- Чемпион мира в минимальном весе по версии WBA (1988—1989).
- Чемпион мира в 1-м наилегчайшем весе по версии WBA (1993—1995).
- Чемпион мира в наилегчайшем весе по версии WBA (1999).
- Временный чемпион мира во 2-м наилегчайшем весе по версии WBA (1999).
- Чемпион мира во 2-м наилегчайшем весе по версии WBA (2000—2001).